# Меч короля Артура
Меч короля Артура (англ. Kids of the Round Table) — американсько-канадський пригодницький фільм 1997 року.

## Сюжет
Хлопчик Алекс знайшов у лісі меч, що стирчав, як і говорить легенда, з каменю. Так, це був Екскалібур, меч короля Артура. Так розповів Алексу сам чарівник Мерлін. І ось, коли в околицях бутафорського замку Камелот з'явилися справжнісінькі злочинці, Алекс зрозумів, що боротися з лиходіями можна тільки за допомогою Екскалібура.

## У ролях
- Джонні Моріна — Алекс Коул
- Меггі Кастл — Дженні Фергюсон
- Крістофер Олскамп — Норман
- Джастін Борнтрегер — Джеймс «Шрам» Сакрдейл
- Біллі Койл — Ронні
- Джеффрі Грейвз — Бак
- Малкольм Макдавелл — Мерлін
- Пітер Ейкройд — містер Коул
- Мелані Гудро — Сінді офіціантка
- Джеймс Рей — шериф Фергюсон
- Джемісон Буланжер — Люк
- Рок Лафортюн — Джил
- Майкл Айронсайд — Буч Сакрдейл
- Рене Сімар — Стю
- Мелісса Альтро — Хезер
- Барбара Джонс — місіс Фергюсон
- Чарльз Едвін Пауелл — солдат
- Майкл Ярмуш — малюк за круглим столом (в титрах не вказаний)